# シマダヤ
シマダヤ株式会社（英: Shimadaya Corporation）は、東京都渋谷区恵比寿西一丁目に本社を置く麺類の製造・販売会社。
茹でうどん・そば・そうめんの「流水麺」シリーズや、蒸し焼きそばの「鉄板麺」シリーズなどのブランドがある。

## 概要
麺類および関連食品の製造・販売する。製造は全て関連会社などに委託しており、厳密には販売会社である。主な取り扱い商品は、うどん、そば、ラーメン、焼きそば、冷やし中華などの生麺類および冷凍麺。業界初の生タイプ麺のカップ麺「真打」シリーズや加熱調理せずに喫食できる茹で麺「流水麺」シリーズのヒットで成長した。主な販売地域は関東、東北、甲信越、北陸、東海、近畿。
創業者の牧清雄は、元会長の牧実、東京証券取引所スタンダード市場等に上場しているメルコHD（当時、現在のバッファロー）創業者の牧誠の実父に当たる。
2018年までにメルコHDがシマダヤを完全子会社化したものの、2024年10月1日付でスピンオフを実施してメルコHDとは資本関係を持たない独立会社とし、同時に東京証券取引所スタンダード市場に上場した。

## 沿革
- 1931年（昭和6年） 名古屋市昭和区で、米穀業島田屋商店を創業する。
- 1949年（昭和24年） 株式会社島田屋設立
- 1955年（昭和30年） 商号を株式会社島田屋本店に変更
- 1982年（昭和57年） 渋谷区恵比寿西（現在の本社所在地）に本社移転
- 1986年（昭和61年） 味の素と業務提携
- 1988年（昭和63年） 流水麺発売開始
- 1997年（平成9年） 商号をシマダヤ株式会社に変更
- 2003年（平成15年） 新CI導入、シンボルマーク変更
- 2004年（平成16年） ISO14001審査登録
- 2007年（平成19年） 味の素との業務提携を解消
- 2016年（平成28年） メルコHDが株式の22.7%を取得して持分法適用会社とする[5]。
- 2018年（平成30年）4月2日 メルコHDが残りの株式を株式交換により取得し完全子会社化[8][9]。
- 2024年（令和6年）10月1日 スピンオフを実施すると同時に、東京証券取引所スタンダード市場に上場